# Magia Russica
Magia Russica — израильско-российский документальный фильм, сценаристы, режиссёры и продюсеры которого — Йонатан и Маша Зур (Yonathan & Masha Films).

## Название
Название на латыни и означает «Русская магия». Оно взято из обращения одного из героев фильма к анимации как к некоему волшебству или колдовству. Создатели фильма выбрали латинское название, так как их первоначальным намерением было представить этот вид искусства миру за пределами России, с точки зрения стороннего наблюдателя.

## Описание
Раскрывает не описанную историю российской анимации в советское время. Фильм, выпущенный в 2004 году, является первым фильмом Йонатана и Маши Зур. Премьера Magia Russica состоялась на Хайфском кинофестивале в 2004 году. Для фильма, снятого почти в андерграундной манере, Magia Russica была тепло встречена разной аудиторией по всему миру. Он был выбран в качестве основной программы Международной ассоциации анимационного кино в 2006 году. С тех пор этот кинофильм был показан на 45 кинофестивалях, фестивалях анимации и фестивалях документального кино по всему миру. А также был выпущен на DVD в США, Японии, Франции и Израиле. Транслировался в телеэфир разных стран, среди которых Yle, Vouli Tileorasi, ETV, Canal+ Premium, Telewizja Polska.

## Содержание
Рассказывается о некоторых из самых красивых мультфильмов, выпущенных в Советском Союзе. Сочетая проникновенную моральную аллегорию с удивительным мастерством, они обладали силой и искренностью, перед которыми бледнеют многие современные вещи. Опираясь на массу архивных роликов, в том числе кадры из редких классических произведений, Magia Russica собирает аниматоров студии «Союзмультфильм», чтобы дать отчёт о производстве при коммунистическом правлении. Это также история о границах искусства и идеологии, и о людях, посвятивших себя анимации.

## Участники
Фильм содержит визиты в студии и интервью с некоторыми из ведущих советских и российских аниматоров прошлого и настоящего, и создателей анимационных фильмов. Среди них Ю. Б. Норштейн, Ф. С. Хитрук, Г. Я. Бардин, Э. В. Назаров, А. М. Татарский, И. Я. Боярский.

## Производство
Работа над фильмом заняла два года. Поскольку инициатива была полностью независимой, не было спонсорской или финансовой поддержки со стороны каких-либо вещательных компаний или фондов. Йонатан и Маша Зур, которые весной 2003 года намеревались отснять весь материал за четыре сжатых недели в Москве и окрестностях, использовали полученные за несколько месяцев до съёмок в качестве свадебных подарков деньги. Во время съёмок Йонатан был видео- и звукооператором, а Маша брала интервью у участников. Единственным исключением стали зимние кадры фильма, которые снял местный московский кинооператор Антон Михалев.